# Катабатичен вятър
Катабатичният вятър, известен също като горняк, е низходящ вятър. Той носи въздух с висока плътност от голяма надморска височина надолу по склоновете под действието на гравитацията. Катабатичните ветрове могат да се появяват внезапно по склоновете и да достигнат ураганни скорости, но повечето съвсем не са толкова интензивни. Обикновено, скоростта им достига 18 km/h или по-малко.
Не всички низходящи ветрове са катабатични. Някои, като например фьона, се дължат на валежна сянка, като при тях въздухът се издига откъм наветрената страна на планината и се спуска към подветрената страна. Примери за същински катабатични ветрове са бората, бохемският вятър, питеракът и ороши.
Катабатичният вятър се поражда от охлаждането на въздуха върху възвишение, плато, планина или ледник. Тъй като плътността на въздуха е обратно пропорционална на температурата, въздухът започва да се спуска надолу, като по пътя си се затопля адиабатно. Температурата на въздуха зависи от района източник, както и от големината на спускането. Така например, катабатичните ветрове в Южна Калифорния могат да се нагорещят, докато достигнат морското равнище. В Антарктида, обаче, вятърът все още е изключително студен и след падането му.
Цялото вятърно поле над повърхността на Антарктида до голяма степен се определя от катабатичните ветрове (особено извън летния сезон), с изключение на крайбрежните райони, където бурите могат значително да му повлияят.
Най-често катабатични ветрове могат да бъдат забелязани, докато се спускат от големи и високи късове лед при Антарктида и Гренландия. Натрупването на сгъстен студен въздух над ледената покривка и височината на пластовете води до огромна гравитационна енергия. Там, където тези ветрове са концентрирани в ограничени крайбрежни долини, ветровете могат да духат с ураганна сила, като скоростта им може да достига 300 km/h. В Гренландия тези ветрове се наричат питерак и са най-интензивни, когато област с ниско атмосферно налягане се приближи до брега.
В някои части от Антарктида, снегът се отвява от силата на катабатичните ветрове, при което се образуват сухи долини (антарктически оазиси). Тъй като това са низходящи ветрове, те имат ниска относителна влажност, което изсушава района.